# Modern Combat: Versus
Modern Combat Versus, también abreviado como MCVS, fue un shooter en primera persona desarrollado por Gameloft, que fue lanzado de forma gratuita el 28 de septiembre de 2017 para las plataformas Windows, iOS y Android. Sin embargo, esta parte no era una continuación directa de la serie anterior, sino que era un juego multijugador sin campaña. En octubre de 2023, Gameloft anunció el cierre de los servidores del juego para el 1 de diciembre del mismo año en todas las plataformas. Sin embargo, los servidores de Windows permanecieron activos hasta septiembre de 2024, específicamente a través de los servidores de América del Norte.

## Antecedentes
En un mundo hecho inhabitable por la guerra nuclear, hay dos facciones. "KORP" está situado en las zonas ricas y tecnológicamente avanzadas de las ciudades, mientras que "OCTO" está situado en las zonas "vacías", que necesitan una modernización urgente. Las dos facciones son enemigas, pero todavía no quieren ir a la guerra entre sí. De lo contrario, KORP perdería su fachada y la OCTO quiere evitar que ciudadanos inocentes pierdan la vida en caso de conflicto. En este punto entran los llamados “agentes del caos” con el objetivo de llevar a cabo el conflicto en una zona concreta.

## Jugabilidad

### Multijugador
Como ya se mencionó, esta parte de la franquicia es un juego que se centra únicamente en el modo multijugador con el objetivo de hacerlo adecuado para la escena E-Sport en el futuro. Visualmente, el juego recuerda mucho al juego de consola Destiny, mientras que la mecánica y el principio del juego tienen similitudes con Overwatch.

### Modos de juego
En el único modo de juego hasta ahora "Area Control", 4 jugadores de cada equipo (KORP - OCTO) luchan para apoderarse de una pequeña zona del mapa y conservarla.

### Agentes
En este momento están representados un total de 21 "agentes" o personajes del juego diferentes, que pueden desbloquearse abriendo los llamados paquetes de suministros o en eventos. Con puntos de experiencia que pueden incluirse en los paquetes de suministros, el jugador tiene la oportunidad de mejorar su agente. Además, cada agente tiene un arma y una habilidad individual que puede utilizar en la batalla después de un cierto período de tiempo.

### Oportunidades de promoción y recompensas
Al acumular puntos de copa, que siempre se acreditan al jugador después de ganar una ronda o se deducen si pierde, puedes ascender en ligas (bronce, plata, oro, platino, esmeralda y diamante). Estos, a su vez, ofrecen contenidos mejorados en los paquetes de suministros, que también se otorgan al completar una ronda.